# 베카멕스 빈즈엉 FC

빈즈엉 FC(베트남어: Đội bóng đá Sông Bé Becamex Bình Dương)는 베트남 빈즈엉 성 투더우못 시의 축구 클럽으로 현재는 V리그 1에 참가하고 있다. 스폰서 베카멕스가 팀명 앞에 붙어 베카멕스 빈즈엉 FC라고도 불린다.

## 역사

### 초창기
1976년 베트남 송베 성에서 송베 FC라는 이름으로 창단되었다. '송베'는 베트남어로 '베 강'(Bé River)이라는 뜻이며, 현재 빈즈엉 성의 유명한 강의 이름이다. 초대 감독은 도토이빈이 선임되었다. 1978년 쏭베 지역에는 쏭베 FC를 포함해 두 팀이 경쟁하고 있었던 것을 당시 감독 응우옌김풍이 합병했다.

### 90년대
1994년 송베 FC는 베트남 컵에서 우승하면서 구단 역사상 최초로 트로피를 들어올렸다. 그러나 1년 뒤인 1995년 1부리그에서 강등되고 말았다. 강등 사유는 송베 FC를 포함한 3팀이 강등 플레이오프에 참가하는 것에 대해 거절 의사를 밝혔고, 베트남 축구 협회에 의해 처벌을 받았던 것이었다. 1996년 꺼오쑤빈롱 FC와 합병하였고, 다시 베트남 최상위 리그로 복귀하였다.

1997년 1월 1일 송베 성이 빈즈엉 성과 빈프억 성으로 분리되었다. 이에 송베 FC는 빈즈엉 FC로 팀명을 변경하였다. 1998년 1부 리그에서 다시 강등되면서 수년간 올라오지 못했다.

### 2000년대~현재
2002년 빈즈엉 FC는 빈즈엉 성 내에 가장 강력하고 부유한 기업인 베카멕스 IDC와 빈즈엉 지역 방송국 BTV에 의해 인수되었다. 베카멕스 IDC로부터 받게 된 지원금 덕에 구단은 재정적으로 크게 부유해졌다. 베카멕스는 네이밍 스폰서 자격을 가졌고, 구단 명칭은 베카멕스 빈즈엉 FC로 변경되었다.

2003년 베카멕스 빈즈엉은 곧바로 V리그로 승격하였고, 베트남 축구계의 새로운 패자로 등장하였다. 이후 베카멕스 빈즈엉의 부유함을 가리켜 '베트남의 첼시'라는 별칭이 붙었다.

## 선수단 및 코칭 스태프

### 현재 선수단
2025년 7월 16일 기준

참고: FIFA 자격 규정에 따라 소속된 국가대표팀 국기를 표시합니다. 선수는 복수의 FIFA 비회원국 국적을 가지고 있을 수 있습니다.
| 번호 | 포지션 | 국적   | 이름              |
| ---- | ------ | ------ | ----------------- |
| 4    | DF     | 베트남 | 호 탄 타이        |
| 5    | DF     | 베트남 | 응우옌 훙 티엔 득 |
| 11   | FW     | 베트남 | 부이비하오        |
| 15   | MF     | 베트남 | 칵 부 응우옌      |
| 16   | MF     | 베트남 | 응우옌 탄 난      |
| 17   | DF     | 베트남 | 보민쫑            |
| 19   | MF     | 베트남 | 쩐 두이 칸        |
| 22   | FW     | 베트남 | 응우옌 티엔 린    |
| 24   | DF     | 베트남 | 호앙 바오 쩐      |
| 25   | GK     | 베트남 | 쩐 민 토안        |

| 번호 | 포지션 | 국적 | 이름       |
| ---- | ------ | ---- | ---------- |
| 93   | DF     |      | 얀클레시오 |

### 현재 코칭 스태프
| 직책   | 이름         |
| ------ | ------------ |
| 감독   | 호앙 안 투안 |
| 코치   |              |
| GK코치 |              |
| 팀닥터 |              |

### 역대 감독 명단
| 시기    | 이름                |
| ------- | ------------------- |
| 2002-03 | 짠빈쑤              |
| 2004    | 남대식              |
| 2004    | 마이응옥콰          |
| 2005    | 브엉티엔등          |
| 2005-06 | 도안민쑤엉          |
| 2006-08 | 레투이하이          |
| 2008-09 | 프란시스쿠 비타우   |
| 2009-10 | 마이득청            |
| 2010    | 당짠친 (감독대행)   |
| 2010    | 드엉응옥훙          |
| 2010    | 루이스 로드리게스   |
| 2011    | 드엉응옥훙          |
| 2011    | 히카르두 포르모시뉴 |
| 2011    | 당짠친 (감독대행)   |
| 2011    | 레투이하이          |
| 2011-12 | 당짠친 (감독대행)   |
| 2012-13 | 조윤환              |
| 2013    | 레투이하이          |
| 2013-14 | 응우옌민등          |
| 2014-16 | 응우옌탄손          |
| 2024-   | 호앙 안 투안        |

## 국내 대회 성적
- V리그 1:
  - 우승 4회 (2007, 2008, 2014, 2015)
  - 준우승 2회 (2006, 2009)
- 베트남 컵:
  - 우승 2회 (1994, 2015)
  - 준우승 2회 (2014)
- 베트남 슈퍼컵:
  - 우승 4회 (2007, 2008, 2014, 2015)
- V리그 2
  - 준우승 1회 (2003)

### V리그 1 성적
| 시즌 | 경기 | 승 | 무 | 패 | 득점 | 실점 | 득실차 | 승점 | 순위 | 비고                                 |
| ---- | ---- | -- | -- | -- | ---- | ---- | ------ | ---- | ---- | ------------------------------------ |
| 2004 | 22   | 7  | 7  | 8  | 24   | 24   | 0      | 28   | 6위  |                                      |
| 2005 | 22   | 11 | 5  | 6  | 40   | 32   | +8     | 38   | 3위  |                                      |
| 2006 | 24   | 11 | 6  | 7  | 33   | 25   | +8     | 39   | 2위  |                                      |
| 2007 | 26   | 16 | 7  | 3  | 42   | 22   | +20    | 55   | 1위  | AFC 챔피언스리그 2008 진출 티켓 확보 |
| 2008 | 26   | 14 | 5  | 7  | 32   | 18   | +14    | 47   | 1위  | AFC 컵 2009 진출 티켓 확보           |
| 2009 | 26   | 12 | 7  | 7  | 49   | 35   | +14    | 43   | 2위  | AFC 컵 2010 진출 티켓 확보           |
| 2010 | 26   | 11 | 4  | 11 | 48   | 40   | +8     | 37   | 8위  |                                      |
| 2011 | 26   | 9  | 9  | 8  | 40   | 42   | -2     | 36   | 6위  |                                      |
| 2012 | 26   | 10 | 6  | 10 | 32   | 31   | +1     | 36   | 6위  |                                      |
| 2013 | 20   | 6  | 5  | 9  | 34   | 35   | -1     | 23   | 8위  |                                      |
| 2014 | 22   | 15 | 4  | 3  | 53   | 23   | +30    | 49   | 1위  | AFC 챔피언스리그 2015 진출 티켓 확보 |
| 2015 | 26   | 16 | 4  | 6  | 57   | 33   | +24    | 52   | 1위  | AFC 챔피언스리그 2016 진출 티켓 확보 |
| 2016 | 26   | 9  | 7  | 10 | 39   | 37   | +2     | 34   | 9위  |                                      |
| 2017 | 26   | 6  | 12 | 18 | 34   | 30   | 4      | 30   | 11위 |                                      |

### 기타 대회
- BTV 컵:
  - 우승 5회 (2002, 2003, 2005, 2012, 2013)
  - 준우승 3회 (2006, 2008, 2011)
- 메콩 클럽 챔피언십:
  - 우승 1회 (2014)

## 국제 대회 성적
- AFC 챔피언스리그: 3회 출전
  - 2008: 조별 예선
  - 2015: 조별 예선
  - 2016: 조별 예선
- AFC컵: 2회 출전
  - 2009: 준결승
  - 2010: 16강

| 시즌 | 대회             | 라운드    | 상대                  | 홈  | 원정 |
| ---- | ---------------- | --------- | --------------------- | --- | ---- |
| 2008 | AFC 챔피언스리그 | 조별 예선 | 창춘 야타이           | 0-5 | 2-1  |
| 2008 | AFC 챔피언스리그 | 조별 예선 | 포항 스틸러스         | 1-4 | 0-0  |
| 2008 | AFC 챔피언스리그 | 조별 예선 | 애들레이드 유나이티드 | 1-2 | 4-1  |
| 2009 | AFC 컵           | 조별 예선 | 홈 유나이티드         | 2-0 | 2-1  |
| 2009 | AFC 컵           | 조별 예선 | 클럽 발렌시아         | 3-0 | 0-5  |
| 2009 | AFC 컵           | 조별 예선 | PEA                   | 1-1 | 1-3  |
| 2009 | AFC 컵           | 16강      | 케다                  | 8-2 |      |
| 2009 | AFC 컵           | 8강       | 촌부리                | 2-0 | 2-2  |
| 2009 | AFC 컵           | 4강       | 알 카라마             | 2-1 | 3-0  |
| 2010 | AFC 컵           | 조별 예선 | 셀랑고르              | 4-0 | 0-0  |
| 2010 | AFC 컵           | 조별 예선 | 빅토리 SC             | 3-0 | 0-5  |
| 2010 | AFC 컵           | 조별 예선 | 스리위자야            | 2-1 | 1-0  |
| 2010 | AFC 컵           | 16강      | 다낭                  |     | 4-3  |
| 2015 | AFC 챔피언스리그 | 조별예선  | 산둥 루넝             | 2-3 | 3-1  |
| 2015 | AFC 챔피언스리그 | 조별예선  | 전북 현대 모터스      | 1-1 | 3-0  |
| 2015 | AFC 챔피언스리그 | 조별예선  | 가시와 레이솔         | 1-0 | 5-1  |
| 2016 | AFC 챔피언스리그 | 조별예선  | 장쑤 쑤닝             | 1-1 | 3-0  |
| 2016 | AFC 챔피언스리그 | 조별예선  | FC 도쿄               | 1-2 | 3-1  |
| 2016 | AFC 챔피언스리그 | 조별예선  | 전북 현대 모터스      | 3-2 | 2-0  |